# 福済寺
福済寺（ふくさいじ）は、長崎県長崎市筑後町にある黄檗宗の寺院。山号は分紫山。1628年（寛永5年）に建立され、崇福寺、興福寺とともに「長崎三福寺」、さらに聖福寺も加えて「長崎四福寺」に数えられる唐寺である。本寺の檀信徒には、福建省の中でも漳州と泉州出身の華僑が多く、漳州寺や泉州寺と称せられた。本堂（大雄宝殿）などの建造物は、第二次大戦以前、国宝に指定されていたが、長崎市への原子爆弾投下で焼失した。

## 歴史
- 1613年 - 江戸幕府によってキリシタン禁止令が発布される。どこかの寺の檀家となり、キリシタンではないことを証明しなければならないとする寺請制度が出されたため、当時市内に居住していた唐人（明国人）も例外ではなく、唐人らにより唐寺を建てようとする動きが出る。
- 1628年（寛永5年） - 福建省泉州府出身の僧覚海が弟子の了然と覚意を伴い来日。岩原郷（現在、筑後町）に庵室を結び、海上守護神である天后聖母（媽祖）を奉る。
- 1649年（慶安2年） - 重興開山に擬せられる蘊謙戒琬禅師が来日、滞在。正式な寺院諸堂を創建。建立には唐人が大きく寄与した。山号の「分紫山」は蘊謙禅師が、泉州の紫雲山にいたことにちなんでつけられた。
- 1650年、観音堂を建立。
- 1656年（明暦2年） - 木庵性瑫が来日し、蘊謙が木庵に住持の座を譲る。
- 1660年（万治3年） - 木庵が摂津の普門寺に赴いたため、蘊謙が住持に再任される。
- 1672年（寛文12年） - 蘊謙が老齢を理由に、住持を慈岳に譲る。
- 1910年（明治43年） - 本堂（大雄宝殿）、青蓮堂、回廊などが国宝（旧国宝、現行法の重要文化財に相当）に指定される。
- 1945年（昭和20年） - 長崎市への原子爆弾投下によって焼失。
- 1979年（昭和54年） - 万国霊廟長崎観音が、原爆被災者と戦没者の冥福を祈って大雄宝殿跡に建立された。

## 長崎観音

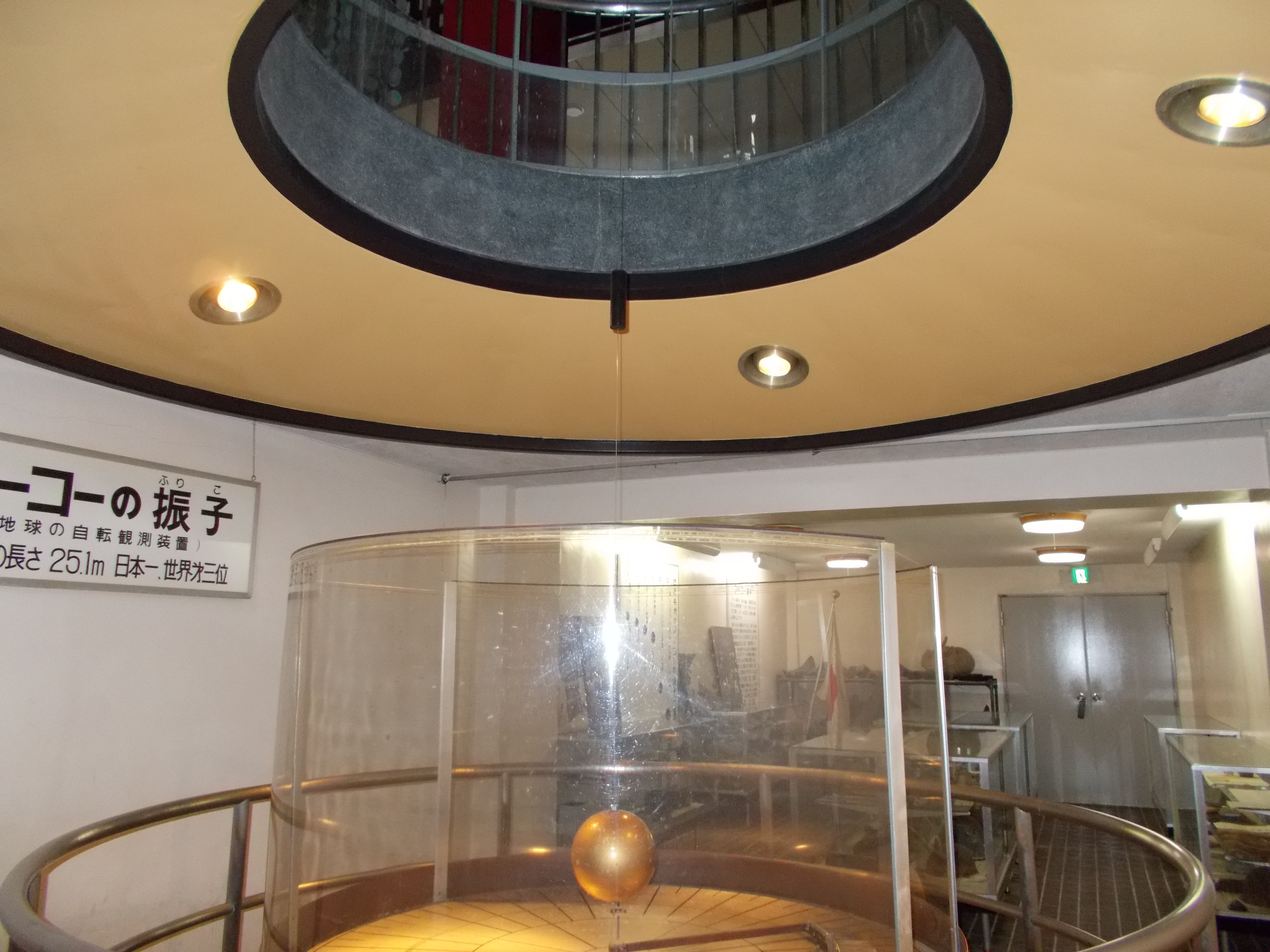
フーコーの振り子

万国霊廟長崎観音（ばんこくれいびょうながさきかんのん）が正式名称。1979年に建立された。亀の形をした霊廟を台座として建っており、高さは18メートル（地上から34メートル)、重さは35tあるという。内部には地球の自転を示す「フーコーの振り子」(長さ25.1メートルで日本最大級）が取り付けられている。

## 文化財

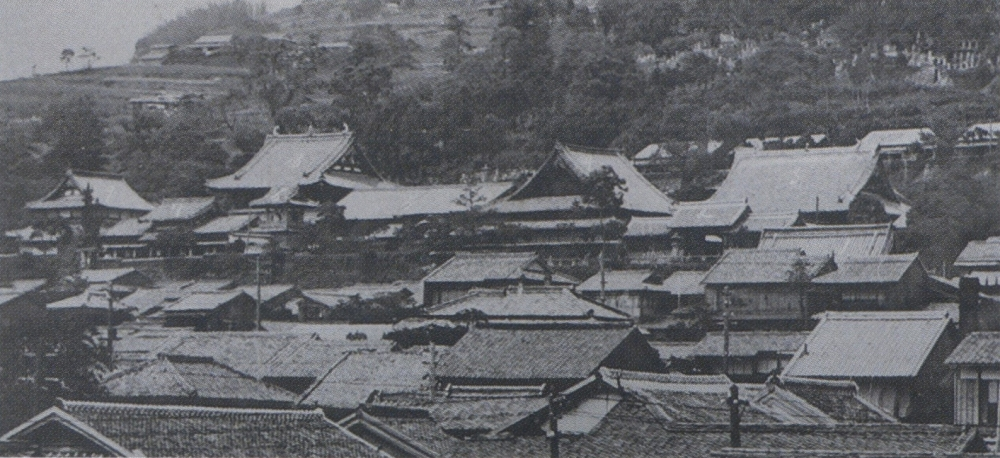
1924年発行『光風蓋宇』に掲載された福済寺全景

裏手の墓地に、唐大通事であった潁川藤左衛門や、開山覚海らの墓がある（ともに長崎市指定）。焼失前の寺院の全体像を復元したミニチュア模型が長崎歴史文化博物館にある。さらに戦時中に謎の爆沈を遂げた戦艦陸奥の主砲装甲の一部と、残骸で造った慰霊の直径約3メートルほどの巨大な鉄兜が祀られている。
1945年の原爆投下で焼失した旧国宝建造物は以下の2件8棟である。
- 福済寺本堂（大雄宝殿または釈迦堂）、前堂（護法堂、弥勒堂または天王殿）および廻廊（2棟）
- 福済寺青蓮堂（観音堂）、中門（大観門）および廻廊（2棟）

なお、2025年になって歌舞伎役者の二世中村芝鶴が1930年（昭和5年）に撮影した本寺院の本堂の映像が発見された。

## 交通アクセス
- JR長崎駅から徒歩約10分